# Expédition du fleuve Mackenzie
L'expédition du fleuve Mackenzie (en anglais : Mackenzie River expedition) est, de 1825 à 1827, la deuxième de trois expéditions dans l'Arctique dirigées organisées par la Royal Navy et dirigées par l'explorateur John Franklin.
Son objectif est l'exploration de la côte nord-américaine entre les embouchures du fleuve Mackenzie et de la rivière Coppermine et le détroit de Béring, dans ce qui est aujourd'hui l'Alaska, le Yukon, les Territoires du Nord-Ouest et le Nunavut.
Franklin est accompagné de George Back, Edward Nicholas Kendall et de John Richardson, avec lesquels il avait déjà collaboré lors de la désastreuse expédition Coppermine de 1819-1821.
Contrairement à la précédente expédition de Franklin, celle-ci est largement couronnée de succès et abouti à la cartographie de plus de 1 000 kilomètres de nouveau littoral entre la rivière Coppermine et la Prudhoe Bay en Alaska, une zone jusque-là restée largement inexplorée par les Européens.